# Hochfilzen
Hochfilzen – gmina w Austrii,  w kraju związkowym Tyrol, w powiecie Kitzbühel. Leży w dolinie Pillersee. Liczy 1151 mieszkańców (1 stycznia 2015). Ośrodek sportów zimowych, zwłaszcza narciarstwa biegowego i biathlonu.
W 1978 rozegrano tu 16. Mistrzostwa świata w Biathlonie. Ośrodek ten organizował imprezy tego cyklu także w latach 1998 (razem z Pokljuką), 2005 i 2017. Hochfilzen zostało również wybrane gospodarzem 57. Mistrzostw Świata w Biathlonie w 2028 roku.